# Гребля на байдарках и каноэ на летних Олимпийских играх 2024 — каноэ-двойки, 500 метров (женщины)
Соревнования женщин на каноэ-двойках на дистанции 500 метров в гребле на байдарках и каноэ на летних Олимпийских играх 2024 года прошли с 6 по 9 августа 2024 года на Национальном олимпийском водном стадионе региона Иль-де-Франс в пригороде Парижа Вер-сюр-Марн.

## Расписание
Соревнования продолжались в течение двух дней. Время начала соревнований указано местное (UTC+2)
| Дата              | Время       | Раунд                 |
| ----------------- | ----------- | --------------------- |
| Вторник 6 августа | 11:00 13:20 | Заезды Четвертьфиналы |
| Пятница 9 августа | 10:30 12:40 | Полуфиналы Финалы     |

## Призёры
| Золото                         | Серебро                                     | Бронза                                 |
| Китай · Сюй Шисяо · Сунь Мэнъя | Украина · Людмила Лузан · Анастасия Рыбачок | Канада · Слоан Маккензи · Кэти Винсент |

## Результаты

### Заезды
Первые две лодки из каждого заезда проходят в полуфиналы, остальные – в четвертьфиналы.
Заезд 1
| Место | Дорожка | Спортсмен                            | Страна   | Время   | Примечания |
| ----- | ------- | ------------------------------------ | -------- | ------- | ---------- |
| 1     | 5       | Сюй Шисяо Сунь Мэнъя                 | Китай    | 1.54,45 | SF         |
| 2     | 3       | Людмила Лузан Анастасия Рыбачок      | Украина  | 1.55,88 | SF         |
| 3     | 4       | Сильвия Щербиньская Дорота Боровская | Польша   | 1.58,42 | QF         |
| 4     | 7       | Мария Майльярд Паула Гомес           | Чили     | 2.00,28 | QF         |
| 5     | 6       | Лиза Ян Хеди Климке                  | Германия | 2.01,15 | QF         |
| 6     | 8       | Эжени Доранж Аксель Ренар            | Франция  | 2.01,68 | QF         |
| 7     | 2       | Ярислейдис Сирило Инноли Лопес       | Куба     | 2.03,54 | QF         |

Заезд 2
| Место | Дорожка | Спортсмен                      | Страна    | Время   | Примечания |
| ----- | ------- | ------------------------------ | --------- | ------- | ---------- |
| 1     | 6       | Слоан Маккензи Кэти Винсент    | Канада    | 1.54,16 | SF, OB     |
| 2     | 4       | Антия Хакоме Мария Корбера     | Испания   | 1.55,63 | SF         |
| 3     | 5       | Агнес Кисс Бьянка Надь         | Венгрия   | 1.56,82 | QF         |
| 4     | 3       | Даниэла Кочу Мария Олэрашу     | Молдова   | 1.58,81 | QF         |
| 5     | 2       | Мария Бровкова Руфина Искакова | Казахстан | 2.00,05 | QF         |
| 6     | 7       | Айомиде Белло Бьюти Отудео     | Нигерия   | 2.10,11 | QF         |

### Четвертьфиналы
Лодки, занявшие места с 1 по 3 из каждого четвертьфинала, проходят в полуфиналы, остальные проходят в финал B.

#### Четвертьфинал 1
| Место | Дорожка | Спортсмен                            | Страна   | Время   | Примечания |
| ----- | ------- | ------------------------------------ | -------- | ------- | ---------- |
| 1     | 5       | Сильвия Щербиньская Дорота Боровская | Польша   | 1.55,39 | SF         |
| 2     | 4       | Даниэла Кочу Мария Олэрашу           | Молдова  | 1.56,22 | SF         |
| 3     | 2       | Ярислейдис Сирило Инноли Лопес       | Куба     | 1.56,38 | SF         |
| 4     | 3       | Лиза Ян Хеди Климке                  | Германия | 1.56,56 | FB         |
| 5     | 6       | Айомиде Белло Бьюти Отудео           | Нигерия  | 2.07,86 | FB         |

#### Четвертьфинал 2
| Место | Дорожка | Спортсмен                      | Страна    | Время   | Примечания |
| ----- | ------- | ------------------------------ | --------- | ------- | ---------- |
| 1     | 5       | Агнес Кисс Бьянка Надь         | Венгрия   | 1.59,89 | SF         |
| 2     | 4       | Мария Майльярд Паула Гомес     | Чили      | 2.00,82 | SF         |
| 3     | 6       | Эжени Доранж Аксель Ренар      | Франция   | 2.00,91 | SF         |
| 4     | 3       | Мария Бровкова Руфина Искакова | Казахстан | 2.01,76 | FB         |

### Полуфиналы
Лодки, занявшие места с 1 по 4, проходят в финал А, остальные – в финал B.

#### Полуфинал 1
| Место | Дорожка | Спортсмен                            | Страна  | Время   | Примечания |
| ----- | ------- | ------------------------------------ | ------- | ------- | ---------- |
| 1     | 5       | Сюй Шисяо Сунь Мэнъя                 | Китай   | 1.53,73 | FA, OB     |
| 2     | 4       | Антия Хакоме Мария Корбера           | Испания | 1.56,55 | FA         |
| 3     | 6       | Ярислейдис Сирило Инноли Лопес       | Куба    | 1.57,03 | FA         |
| 4     | 3       | Сильвия Щербиньская Дорота Боровская | Польша  | 1.57,19 | FA         |
| 5     | 2       | Мария Майльярд Паула Гомес           | Чили    | 1.58,10 | FB         |

#### Полуфинал 2
| Место | Дорожка | Спортсмен                       | Страна  | Время   | Примечания |
| ----- | ------- | ------------------------------- | ------- | ------- | ---------- |
| 1     | 5       | Слоан Маккензи Кэти Винсент     | Канада  | 1.55,34 | FA         |
| 2     | 6       | Агнес Кисс Бьянка Надь          | Венгрия | 1.55,51 | FA         |
| 3     | 4       | Людмила Лузан Анастасия Рыбачок | Украина | 1.55,62 | FA         |
| 4     | 3       | Даниэла Кочу Мария Олэрашу      | Молдова | 1.56,66 | FA         |
| 5     | 2       | Эжени Доранж Аксель Ренар       | Франция | 1.57,14 | FB         |

### Финалы

#### Финал A
| Место | Дорожка | Спортсмен                            | Страна  | Время   | Примечания |
| ----- | ------- | ------------------------------------ | ------- | ------- | ---------- |
| 1     | 5       | Сюй Шисяо Сунь Мэнъя                 | Китай   | 1.52,81 | OB         |
| 2     | 2       | Людмила Лузан Анастасия Рыбачок      | Украина | 1.54,30 |            |
| 3     | 4       | Слоан Маккензи Кэти Винсент          | Канада  | 1.54,36 |            |
| 4     | 6       | Агнес Кисс Бьянка Надь               | Венгрия | 1.54,90 |            |
| 5     | 1       | Сильвия Щербиньская Дорота Боровская | Польша  | 1.55,75 |            |
| 6     | 3       | Антия Хакоме Мария Корбера           | Испания | 1.56,65 |            |
| 7     | 8       | Даниэла Кочу Мария Олэрашу           | Молдова | 1.56,96 |            |
| 8     | 7       | Ярислейдис Сирило Инноли Лопес       | Куба    | 2.01,77 |            |

#### Финал B
| Место | Дорожка | Спортсмен                      | Страна    | Время   | Примечания |
| ----- | ------- | ------------------------------ | --------- | ------- | ---------- |
| 9     | 6       | Лиза Ян Хеди Климке            | Германия  | 1.56,48 |            |
| 10    | 4       | Эжени Доранж Аксель Ренар      | Франция   | 1.57,02 |            |
| 11    | 3       | Мария Бровкова Руфина Искакова | Казахстан | 1.57,58 |            |
| 12    | 5       | Мария Майльярд Паула Гомес     | Чили      | 2.05,02 |            |
| 13    | 2       | Айомиде Белло Бьюти Отудео     | Нигерия   | 2.15,20 |            |